# Adrie van Steenselen
Adriaan „Adrie“ van Steenselen (* 3. November 1929 in Mijnsheerenland; † 22. Oktober 2018) war ein niederländischer Radrennfahrer.

## Sportliche Laufbahn
Adrie van Steenselen war im Straßenradsport aktiv. Als Amateur wurde er 1952 Vizemeister im Straßenrennen hinter Cees Aanraad und 1955 hinter Schalk Verhoef. 1953 siegte er in den Eintagesrennen Ronde van Friesland und Ronde van het Ijsselmeer, 1955 im Omloop der Kempen. 1955 wurde er Zweiter in der Ronde van het Ijsselmeer, in der Ronde van Midden Brabant sowie in der Ronde van Noord-Brabant. 1955 startete er für die niederländische Nationalmannschaft der Amateure bei den Straßenradsport-Weltmeisterschaften. Er belegte den 4. Platz und war damit bester Niederländer.